# عاصفة أدرينالية
العاصفة الأدرينالية أو نوبة أدرينالية حادة هي زيادة مفاجئة وكبيرة في مستويات مصل الكاتيكولامينات الادرينالين والنورادرينالين (المعروف أيضًا باسم الإبينفرين والنورادرينالين على التوالي)، مع زيادة أقل أهمية في انتقال الدوبامين. إنها حالة مهددة للحياة بسبب عدم انتظام دقات القلب الشديد وارتفاع ضغط الدم، وهي وخيمة بشكل خاص لأولئك الذين يعانون من مشاكل قلبية سابقة. إذا كان العلاج سريعًا، فإن التشخيص جيد؛ عادة ما يتم إعطاء كميات كبيرة من الديازيبام أو البنزوديازيبينات الأخرى إلى جانب حاصرات بيتا. يمنع استخدام حاصرات بيتا في بعض المرضى، لذلك يمكن استخدام أدوية أخرى لعلاج ارتفاع ضغط الدم مثل الكلونيدين. عادة ما يحدث بسبب جرعة زائدة من المنشطات، وخاصة الكوكايين أو الميثامفيتامين، أو تناول الأطعمة التي تحتوي على نسبة عاليه من التيرامين أثناء تناول مثبطات أوكسيديز أحادي الأمين. يمكن أن يسبب نزيف تحت العنكبوتية أيضًا عاصفة أدرينالية. عاصفة الكاتيكولامين هي جزء من المسار الطبيعي لعدوى داء الكلب، وهي مسؤولة عن المشاعر الشديدة من الإثارة والرعب وخلل التوتر العضلي الموجود في مرحلة ما قبل الغيبوبة من المرض.

## العلامات والأعراض
تتشابه الأعراض السلوكية مع أعراض جرعة زائدة من الأمفيتامين أو الكوكايين أو الكافيين. ينتج عن التحفيز المفرط للجهاز العصبي المركزي حالة من الحركة المفرطة والحالة العقلية غير المتوقعة بما في ذلك الهوس والغضب والسلوك الانتحاري.
الأعراض الجسدية أكثر خطورة وتشمل عدم انتظام ضربات القلب وكذلك النوبة القلبية أو السكتة الدماغية في الأشخاص المعرضين لخطر الإصابة بأمراض الشريان التاجي. التنفس سريع وضحل بينما يرتفع كل من النبض وضغط الدم بشكل خطير.

## الأسباب
هناك العديد من الأسباب المعروفة للعواصف الأدرينالية. في الولايات المتحدة، جرعة زائدة من الكوكايين هي السبب الرئيسي. أي دواء منبه لديه القدرة على التسبب في هذه المتلازمة إذا تم تناوله بجرعات كافيه، ولكن حتى الأدوية غير المؤثرة على العقل نادرا ما تثير رد فعل.
مثبطات مونوامين أوكسيديز (MAOIs) هي فئة من الأدوية التي تثبط إنزيم أوكسيديز أحادي الأمين. هذا الإنزيم مسؤول عن تحطيم العديد من المركبات. في الأساس، من المحتمل أن يتأكسد أي شيء يحتوي على شق أمين أساسي بواسطة أوكسيديز أحادي الأمين. الركيزة المهمة من إنزيم MAO هي التيرامين. تعمل مثبطات MAOI على تثبيط الإنزيم إما بشكل عكسي، حيث يتم تثبيط MAO فقط حتى يتم إزالة الدواء من النظام، أو بشكل لا رجعة فيه، حيث ترتبط الركيزة بشكل دائم بالإنزيم، مما يجعله غير نشط ويدمره بشكل فعال. من المحتمل أن تكون MAOIs التي لا رجعة فيها أكثر خطورة، لأن الجسم يستغرق حوالي أسبوعين لتجديد إنزيمات MAO إلى المستويات الوظيفية. يوجد نوعان فرعيان من MAO: MAO-A و MAO-B ؛ يتعلق هذا بالعواصف الأدرينالية، حيث توجد اختلافات كبيرة بين النوعين، مثل التعبير التفاضلي في جميع أنحاء الجسم، ونطاق الركائز. بينما يعمل كل من MAO-A و MAO-B على استقلاب التيرامين، فإن MAO-A فقط موجود في الجهاز الهضمي ويستقلب بشكل فردي غالبية التيرامين المستهلك. (الجزء الصغير الذي يمر عادة في الدورة الدموية يتحلل في الغالب في الكبد حيث يعمل كلا النوعين من MAO.) وبالتالي، فإن MAOIs التي تثبط بشكل لا رجعة فيه MAO-A ستسمح بمستويات عالية من التيرامين المتداول القادر على التسبب في أزمة ارتفاع ضغط الدم التي يسببها التيرامين. يمكن ان يسبب الجبن والبيرة والنبيذ الاحمر وبعض الفطر والمنتجات المخمرة مثل المخللات الأطعمة التي تحتوي على مستويات عالية من التيرامين الذي يمر في الدورة الدموية أزمة ارتفاع ضغط الدم.
لا يتم إثارة العواصف الكظرية غالبًا من تفاعلات MAOI-tyramine ؛ أزمة ارتفاع ضغط الدم وحدها لا تشخص العاصفة الأدرينالية، على الرغم من أنه سيكون هناك دائمًا ارتفاع ضغط الدم في العاصفة الأدرينالية، إلى جانب تسرع القلب والتنفس السريع الضحل. ومع ذلك، إذا كان المريض في MAOIs يستخدم كميات ترفيهية لأي دواء له تأثيرات منبهة على الجهاز العصبي المركزي، فيمكن أن يثير أزمة أدرينالية (إلى جانب أزمة ارتفاع ضغط الدم الحتمية). حدثت حالات وفاة من الأفراد الذين يحاولون الجمع بين MAOIs مع مختلف المُلوثات للحصول على تجربة مخدر أقوى، سواء من العواصف الأدرينالية ومتلازمة السيروتونين. لا يزال الجمع بين الأدوية مثل MDMA و 2 C-B وmescaline و 2C-T-7 وما إلى ذلك مع كميات صغيرة من MAOIs - كميات صغيرة من كلا العقاقير - محفوفة بالمخاطر للغاية. ومع ذلك يدعي بعض المستخدمين استخدام تركيبات معينة بنجاح.
نزيف تحت العنكبوتية هو حالة خطيرة للغاية حيث يتم اختراق الغشاء العصبي ويتم اختراق الدماغ. البداية مفاجئة، توصف بأنها "أسوأ صداع في الحياة"، ويتبعها العديد من الأعراض الخطيرة. غالبًا ما تكون العاصفة الأدرينالية موجودة بين هذه الأعراض، وهي مسؤولة عن بعض المخاطر، على المدى الطويل والقصير، لعاصفة النزف تحت العنكبوتية تحت العنكبوتية، من خلال سلسلة معقدة من العمليات التي تبدأ بحركة الدم تحت العنكبوتية إلى الدماغ. على ما يبدو، مع زيادة الضغط داخل الجمجمة، يتم ضغط الدماغ وإجبار الكاتيكولامينات على الخروج من حويصلاتها إلى المشابك والفضاء خارج الخلية. هناك تفسير بديل تم اقتراحه وهو أن هذا يزيد في الضغط داخل الجمجمة عبر حمة الدماغ حتى الأوعية الدموية مما يؤدي إلى فقدان التروية الدماغية الفعالة. يؤدي هذا إلى تشغيل الجهاز العصبي الودي لإفراز المزيد من النوربينفرين والإيبينيفرين مما يزيد من ضغط الدم ومعدل ضربات القلب إلى مستويات خطيرة للحفاظ على التروية الدماغية.

### أسباب نادرة
نادرا، وهو ورم القواتم (ورم من medullar أنسجة الغدد الكظرية، والتي تقع الأمامي إلى الكلى)، قد يؤدي إلى عاصفة الأدرينالية. هذا النوع من الورم ليس شائعا في البداية، علاوة على ذلك، فإن النوع الفرعي الذي يمكن ان يسبب اطلاق الأدرينالين الضخم لا يزال نادرًا. يمكن للمرضى الذين يعانون من ورم القواتم الكروي أن يطيروا بشكل غير متوقع إلى غضب أو يغرقون في خوف مرتجف، قد يكون خطرًا على أنفسهم والآخرين حيث يضعف حكمهم، وترتفع حواسهم وعتبة الألم، ومستوى الأدرينالين في مجرى الدم لديهم أكثر من معظم الناس على الإطلاق تجربة؛ نادرًا ما يمكن لورم القواتم القواتوي أن يقتل بجرعة زائدة من الأدرينالين. لكن بشكل عام، العاصفة الأدرينالية هي ظاهرة غير شائعة ولكنها بالتأكيد ليست مرتبطة بالحالة غير المألوفة أيضًا لورم القواتم.

## التشخيص

### تشخيص متباين
نظرًا لأن العاصفة الأدرينالية تتداخل مع العديد من الحالات المماثلة الأخرى، مثل أزمات ارتفاع ضغط الدم، أو التسمم المنبه أو الجرعة الزائدة، أو حتى نوبة الهلع، ولأن علاجات هذه الحالات المتداخلة متشابهة إلى حد كبير، فليس من الضروري الحصول على تشخيص تفاضلي ونهائي قبل البدء في العلاج. ومع ذلك، يجب إجراء تحليل للتاريخ الطبي للمريض، فحصًا للأسباب المحتملة للعاصفة الأدرينالية مثل تلك المذكورة أعلاه.لأن بعض العواصف الأدرينالية يمكن ان تكون ناجمة عن حالات كامنة خطيرة. إذا كان المريض يعاني من عاصفة أدرينالية واستبعدت كل أو معظم العوامل الأخرى، فقد تؤدي العاصفة الأدرينالية إلى اكتشاف ورم القواتم، الذي يمكن أن يصبح خبيثًا. ومع ذلك، ليس كل حالات العاصفة الأدرينالية لها سبب محدد. مثل النوبة، في بعض الأحيان يكون لدى المريض مريض واحد، أو ربما عدد قليل، ثم لا يفعل ذلك لبقية حياته. آليات العاصفة الكظرية مجهول السبب غير مفهومة للغاية.
يمكن الخلط بين متلازمة السيروتونين، حيث يؤدي زيادة السيروتونين في المشابك إلى أزمة مماثلة لارتفاع ضغط الدم والارتباك العقلي، مع عاصفة أدرينالية. الفرق هو أن السيروتونين، كونه تريبتامين (غير كاتيكولامين) يشارك في وظائف الدماغ العليا، يمكن ان يسبب ارتفاع ضغط الدم الخطير وتسرع القلب من آثاره على الجهاز العصبي الودي، ولكن لا توجد مستقبلات السيروتونين في القلب أو الأوعية الدموية. ليس له آثار مباشرة على القلب. وبالتالي، فإن وجود عدم انتظام ضربات القلب، أو تخطيط صدى القلب غير الطبيعي، أو ألم في الصدريشير إلى أزمة أدرينالية ويستبعد متلازمة السيروتونين.

## علاج أو معاملة
إذا كان هناك دليل على جرعة زائدة أو يشتبه، فيجب إعطاء المريض غسل المعدة أو الفحم المنشط أو كليهما؛ هذا يمكن أن يجعل الفرق بين الحياة والموت في حالة قريبة. ومع ذلك، يمكن أن يؤدي إلى تفاقم المريض الذي يجب أخذه في الاعتبار.
علاجات الخط الأول هي الديازيبام وحاصرات بيتا غير انتقائية. يمكن أيضًا استخدام ادوية أخرى لخفض ضغط الدم. من المهم ملاحظة أن ليس كل البنزوديازيبينات وحاصرات بيتا آمنة للاستخدام في العاصفة الأدرينالية. على سبيل المثال، alprazolam وpropranolol ؛ يؤلم ألبرازولام مستقبلات الدوبامين بشكل ضعيف ويسبب إطلاق الكاتيكولامين بينما يعزز بروبرانولول بشكل طفيف بعض إطلاق الكاتيكولامين - يؤدي كل منها إلى تفاقم الحالة.
غالبًا ما تكون العواصف الأدرينالية مجهولة السبب بطبيعتها؛ ولكن إذا كانت هناك حالة كامنة، فيجب معالجتها بعد خفض معدل ضربات القلب وضغط الدم.